# Lluita als Jocs Olímpics d'estiu de 1924 - lluita grecoromana masculina pes semipesant
La prova del pes semipesant de lluita grecoromana fou una de les sis de lluita grecoromana que es disputaren als Jocs Olímpics de París de 1924. Com la resta de proves de lluita sols hi podien participar homes. Els lluitadors que participaven en aquesta categoria podien pesar fins a 82,5 quilograms. La competició es disputà entre el 6 i el 10 de juliol i hi van prendre part 17 participants, en representació de 10 països.

## Medallistes
| Or                    | Plata                 | Bronze              |
| Carl Westergren (SWE) | Rudolf Svensson (SWE) | Onni Pellinen (FIN) |

## Resultats
La competició es va desenvolupar a doble eliminació.

### Primera ronda
| Derrotes | Vencedor               | Perdedor               | Derrotes |
| -------- | ---------------------- | ---------------------- | -------- |
| 0        | Ibrahim Moustafa (EGY) | Bruto Testonni (ITA)   | 1        |
| 0        | Antonie Misset (NED)   | Jean Baumert (FRA)     | 1        |
| 0        | Rudolf Svensson (SWE)  | Émile Walhelm (BEL)    | 1        |
| 0        | Carl Westergren (SWE)  | Seyfi Berksoy (TUR)    | 1        |
| 0        | František Tázler (TCH) | Axel Tetens (DEN)      | 1        |
| 0        | Arnolds Baumanis (LAT) | Franz Sax (AUT)        | 1        |
| 0        | Svend Nielsen (DEN)    | Jan Muijs (NED)        | 1        |
| 0        | Béla Varga (HUN)       | Dante Ceccatelli (ITA) | 1        |
| 0        | Emil Wecksten (FIN)    | Rudolf Loo (EST)       | 1        |
| 0        | István Dömény (HUN)    | Paul Bonnefont (FRA)   | 1        |
| 0        | Onni Pellinen (FIN)    | Stevan Nađ (YUG)       | 1        |

### Segona ronda
| Derrotes | Vencedor               | Perdedor               | Derrotes |
| -------- | ---------------------- | ---------------------- | -------- |
| 0        | Ibrahim Moustafa (EGY) | Jean Baumert (FRA)     | 2        |
| 0        | Antonie Misset (NED)   | Stevan Nađ (YUG)       | 2        |
| 0        | Rudolf Svensson (SWE)  | Seyfi Berksoy (TUR)    | 2        |
| 0        | Carl Westergren (SWE)  | František Tázler (TCH) | 1        |
| 1        | Axel Tetens (DEN)      | Franz Sax (AUT)        | 2        |
| 0        | Svend Nielsen (DEN)    | Arnolds Baumanis (LAT) | 1        |
| 0        | Béla Varga (HUN)       | Jan Muijs (NED)        | 2        |
| 0        | Emil Wecksten (FIN)    | Dante Ceccatelli (ITA) | 2        |
| 1        | Rudolf Loo (EST)       | Pierre Bonnefont (FRA) | 2        |
| 0        | Onni Pellinen (FIN)    | István Dömény (HUN)    | 1        |
| –        | Abandona               | Bruto Testonni (ITA)   | –        |
| –        | Abandona               | Émile Walhelm (BEL)    | –        |

### Tercera ronda
| Derrotes | Vencedor               | Perdedor               | Derrotes |
| -------- | ---------------------- | ---------------------- | -------- |
| 0        | Onni Pellinen (FIN)    | Antonie Misset (NED)   | 1        |
| 0        | Rudolf Svensson (SWE)  | Svend Nielsen (DEN)    | 1        |
| 0        | Carl Westergren (SWE)  | Axel Tetens (DEN)      | 2        |
| 0        | Emil Wecksten (FIN)    | Béla Varga (HUN)       | 1        |
| 1        | Rudolf Loo (EST)       | István Dömény (HUN)    | 2        |
| 0        | Ibrahim Moustafa (EGY) | Lliura                 | –        |
| –        | Abandona               | František Tázler (TCH) | –        |
| –        | Abandona               | Arnolds Baumanis (LAT) | –        |

### Quarta ronda
| Derrotes | Vencedor               | Perdedor             | Derrotes |
| -------- | ---------------------- | -------------------- | -------- |
| 0        | Ibrahim Moustafa (EGY) | Antonie Misset (NED) | 2        |
| 0        | Onni Pellinen (FIN)    | Rudolf Loo (EST)     | 2        |
| 0        | Rudolf Svensson (SWE)  | Emil Wecksten (FIN)  | 1        |
| 0        | Carl Westergren (SWE)  | Béla Varga (HUN)     | 2        |
| –        | Abandona               | Svend Nielsen (DEN)  | –        |

### Cinquena ronda
| Derrotes | Vencedor              | Perdedor               | Derrotes |
| -------- | --------------------- | ---------------------- | -------- |
| 0        | Rudolf Svensson (SWE) | Ibrahim Moustafa (EGY) | 1        |
| 0        | Carl Westergren (SWE) | Emil Wecksten (FIN)    | 2        |
| 0        | Onni Pellinen (FIN)   | Lliura                 | –        |

### Sisena ronda
Després d'aquesta ronda, els invictes Svensson i Westergren i Pellinen, amb una derrota, quedaven vius en la lluita per les medalles. Svensson i Westergren van avançar a una setena ronda que havia de servir per determinar l'or, mentre Pellinen va rebre el bronze.
| Derrotes | Vencedor              | Perdedor               | Derrotes |
| -------- | --------------------- | ---------------------- | -------- |
| 0        | Rudolf Svensson (SWE) | Onni Pellinen (FIN)    | 1        |
| 0        | Carl Westergren (SWE) | Ibrahim Moustafa (EGY) | 2        |

### Setena ronda
| Derrotes | Vencedor              | Perdedor              | Derrotes |
| -------- | --------------------- | --------------------- | -------- |
| 0        | Carl Westergren (SWE) | Rudolf Svensson (SWE) | 1        |